# Jano Ananidze
Jano Amiranovich Ananidze (in georgiano ჯანო ამირანის ძე ანანიძე?; Kobuleti, 10 ottobre 1992) è un ex calciatore georgiano, di ruolo centrocampista.

## Caratteristiche tecniche
Nel 2010 è stato inserito nella lista dei migliori calciatori nati dopo il 1989 stilata da Don Balón.
Nel 2012 è stato inserito nella lista dei migliori calciatori nati dopo il 1991 stilata da Don Balón.

## Carriera

### Club

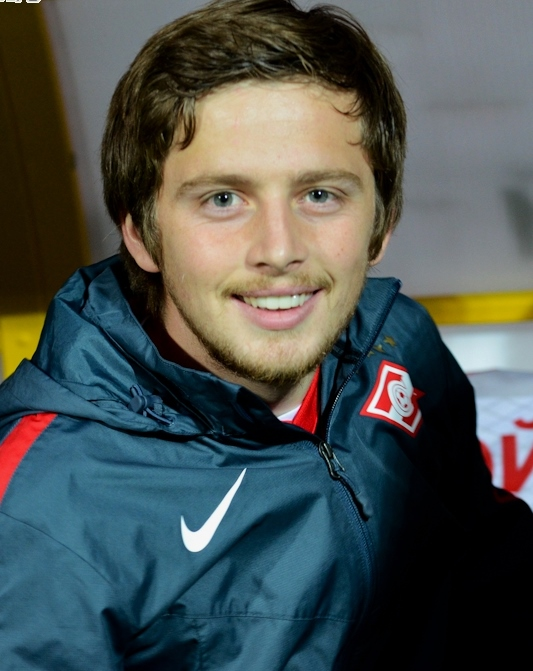
Ananidze nel 2015

Fino all'età di 12 anni ha giocato con la squadra della sua città natale, Kobuleti, in cui aveva giocato anche suo padre Amiran prima di diventare un allenatore.
Si è messo in luce nel Torneo di Viareggio 2009, competizione in cui ha segnato un gol alla Reggina.
Il 1º agosto 2009, all'età di sedici anni, ha debuttato in Prem'er-Liga, nella partita vinta 4-0 contro il Kuban.
Il 18 ottobre 2009 è diventato il giocatore più giovane ad aver segnato nella massima divisione russa: nel 3-0 inflitto alla Lokomotiv Mosca all'età di 17 anni e 8 giorni.
È stato al centro di una battaglia mediatica poiché era convocabile sia dalla Russia che dalla Georgia; i media georgiani sono arrivati persino ad ipotizzare che fossero stati offerti dei soldi al giocatore da parte russa; il tutto si è risolto con la convocazione del CT georgiano Cuper accettata dal giocatore.
Il 17 febbraio subentra a Šešukov in una sfida di Europa League e realizza, su punizione, il gol della rimonta al 92' in Basilea-Spartak Mosca completando la rimonta da 2-0 a 2-3.
Il 3 luglio 2013 passa in prestito al Rostov.

### Nazionale
Con la Georgia ha debuttato il 5 settembre 2009 contro l'Italia (0-2) all'età di sedici anni, diventando il più giovane esordiente della nazionale.

## Palmarès

### Club

#### Competizioni nazionali
- Campionato russo: 1

Spartak Mosca: 2016-2017
- Supercoppa di Russia: 1

Spartak Mosca: 2017
- Supercoppa di Georgia: 1

Dinamo Batumi: 2022